# Vibrato
El vibrato és un efecte musical que prové de l'oscil·lació de l'altura d'un to com a màxim de mig to, però habitualment molt menys. La freqüència de la modulació és d'1 a 7 Hz, obtingut amb la veu, amb instruments de corda i de vent. La veu produeix l'efecte per una sinergia de la laringe quan emet una vocal recolzada diafragmàticament. Com tal, forma un efecte essencial del cant redoblat, típic de les Pitiüses.
En els instruments de corda (violí, cello, guitarra…) el músic oscil·la un dels seus dits de la mà esquerra sobre una corda del mànec del seu instrument. En els instruments de vent s'obté mitjançant una lleugera obertura o tancament d'un orifici o una tècnica especial d'insuflació. Als instruments elèctrics o electrònics, i el vibrato s'acciona amb un botó o una mànega. Al piano és impossible a causa que és un instrument de percussió. És a dir, emet una nota base que es va extingint en volum i temps.
- Exemple d'un vibrato per modulació de freqüència de 6 Hz

No s'ha de confondre amb el trèmolo.
- Exemple d'un trèmolo per modulació de l'amplitud de 6 Hz

És un efecte del qual l'ús o el desús depèn de moviments de moda i de vegades està controvertit. El vibrato orquestral a la música clàssica s'ha fet de moda des dels anys 1920, sota la influència del jazz i la música popular. Molts compositors (Stravinski, Brahms, Beethoven) no l'estimaven i se sol abusar d'aquesta tècnica perquè l'oscil·lació de la nota camufla l'afinació.